# 扬州府城
扬州府城在今江苏省扬州市境内，即明清时扬州城，亦是江都县附郭。由佥院张德林主持修筑于元代末年的至正十七年（1357年），相当于宋大城的西南角，周围约十里，“一千七百七十五丈五尺”。
明初，扬州旧城开辟有5座城门：海宁门（大东门）、通泗门（西门）、安江门（南门）、镇淮门（北门），以及小东门。由于扬州旧城范围狭小，明代扬州商业恢复繁荣后，其东侧至运河间形成大片繁盛的商业区，至嘉靖年间修筑新城。此后，扬州形成新旧二城并列的格局。新城为盐商居住区，而旧城为乡绅居住区。新城街巷弯曲不规则，而旧城街巷平直方整，包括南门街、仁丰里、小东门街等。历史上旧城多为安静的住宅区，商业则远不及新城繁盛。
清末民初，新旧城之间的城墙拆除。1930年代，旧城修筑扬州第一条近代马路（今淮海路）。1950年代，扬州城墙全部拆除，改筑环城马路。纵贯旧城的汶河填塞改筑汶河路。1980年代，文昌阁形成十字路口。21世纪初，此处更形成全市交通枢纽和商业中心。